# Тёмная сторона Солнца
«Тёмная сторона солнца» (англ. The Dark Side of the Sun) — фильм о молодом человеке, болезнь которого не позволяла появляться на свету без защитных тёмных одежд.

## Сюжет
Рик Клейтон поражен неизлечимой болезнью. Как сам он её называет: редкая болезнь кожи — крайняя форма ксеродермы пигментной. Его кожа не переносит света. Поэтому на улице ему приходится появляться в защитном кожаном одеянии. Подобная необходимость лишает его друзей среди людей. Все его общение сводится к разговорам с отцом, функциональным общением с домашней работницей и наблюдением за психически нездоровой матерью. Единственным развлечением юноши становится езда на мотоцикле.
Однажды он попадает на выступление театральной группы и влюбляется в актрису этого театра. Ради общения с нею он решается сбросить своё темное облачение. За три счастливых дня, наполненных солнечным светом и любовью, он расплачивается собственной жизнью.

## В ролях
| Актёр             | Роль                     |
| ----------------- | ------------------------ |
| Брэд Питт         | Рик Клейтон              |
| Гай Бойд          | Уолтер Клейтон отец Рика |
| Милена Дравич     | Эмили Клейтон мать Рика  |
| Шерил Поллак      | Фрэнсис                  |
| Горица Попович    | Нина                     |
| Константин Ничхов | Эд                       |

## Производство
Фильм «Тёмная сторона Солнца» снимался в 1988 году в Югославии — в окрестностях Дубровника (Хорватия) и бухте Котора (Черногория).
Роль Рика Клейтона стала первой главной ролью Брэда Питта в кино. Он был отобран черногорским режиссёром Божидаром Николичем из четырёхсот претендентов в ходе прослушивания в Лос-Анджелесе, и, по словам режиссёра, Питт прыгал от радости, получив роль.
Однако по завершении съёмок фильм не вышел в прокат, а был издан непосредственно на видео лишь в 1997 году.